# Плай (Прахова)
Плай (рум. Plai) — село у повіті Прахова в Румунії. Входить до складу комуни Дражна.
Село розташоване на відстані 86 км на північ від Бухареста, 31 км на північ від Плоєшті, 61 км на південний схід від Брашова.

## Населення
За даними перепису населення 2002 року у селі проживали 22 особи, усі — румуни. Усі жителі села рідною мовою назвали румунську.